# Mundochthonius styriacus
Espèce
Mundochthonius styriacus est une espèce de pseudoscorpions de la famille des Chthoniidae.

## Distribution
Cette espèce se rencontre en Autriche, en Suisse, en Allemagne, en Tchéquie, en Bulgarie et au Danemark.

## Description
Le mâle holotype mesure 1,05 mm.

## Étymologie
Son nom d'espèce lui a été donné en référence au lieu de sa découverte, la Styrie.

## Publication originale
- Beier, 1971 : En neuer Mundochthonius (Arachnida, Pseudoscorpionidea) aus der Steiermark. Mitteilungen der Naturwissenschaftlichen Vereins fuer Steiermark, vol. 100, p. 386-387 (texte intégral).